# Phacelia egena
Phacelia egena är en strävbladig växtart som först beskrevs av Edward Lee Greene och August Brand, och fick sitt nu gällande namn av John Thomas Howell. I den svenska databasen Dyntaxa används istället namnet Phacelia magellanica. Phacelia egena ingår i faceliasläktet som ingår i familjen strävbladiga växter. Arten förekommer tillfälligt i Sverige, men reproducerar sig inte. Inga underarter finns listade i Catalogue of Life.